# Мала Рогозянка
Мала́ Рогозя́нка — село в Золочівській громаді Богодухівського району Харківської області України. Населення становить 495 осіб.

## Географія
Село Мала Рогозянка розташоване на лівому березі річки Рогозянка, яка через 4 км впадає в річку Уди (права притока), вище за течією примикає селище Перемога, нижче за течією за 2 км розташоване село Вільшанське. На відстані 5 км розташована залізнична станція Чепелине. Неподалік від села розташований Малорогозянський ентомологічний заказник.

## Історія
Село постраждало внаслідок геноциду українського народу, вчиненого урядом СССР у 1932—1933 роках, кількість встановлених жертв — 37 людей.
12 червня 2020 року, розпорядженням Кабінету Міністрів України № 725-р «Про визначення адміністративних центрів та затвердження територій територіальних громад Харківської області», увійшло до складу Золочівської селищної громади.
19 липня 2020 року, в результаті адміністративно-територіальної реформи та ліквідації Золочівського району, село увійшло до складу Богодухівського району.

## Населення

### Мова
Розподіл населення за рідною мовою за даними перепису 2001 року:
| Мова                | Відсоток |
| ------------------- | -------- |
| українська          | 89,7%    |
| російська           | 9,7%     |
| інші/не визначилися | 0,6%     |